# Klaus Moritz (Grafiker)
Klaus Moritz (* 6. Dezember 1930 in Aschersleben; † 26. Mai 2016 in Köln) war ein deutscher Grafiker und Maler.

## Leben
Nach der Ausbildung von 1944 bis 1948 als Lithograf in Aschersleben und Leipzig  besuchte Moritz zwischen 1948 und 1950 die Hochschule für Grafik und Buchkunst in Leipzig. Von 1950 bis 1952 studierte er an der Hochschule für Bildende Künste in Berlin.  Als freischaffender Künstler arbeitete Moritz von 1952 bis 1959 in Leipzig und schuf in dieser Zeit großformatige Landschaftsbilder und Porträts im Auftrag des Ministers für Auswärtige Angelegenheiten der DDR Lothar Bolz. 1959 schuf er das Wandbild „Garten Eden“ im Kreiskrankenhaus Borna. Moritz war Mitglied des Verbands Bildender Künstler der DDR und u. a. von 1953 bis 1956 an vier Leipziger Bezirkskunstausstellungen beteiligt. 1956 stellte er zusammen mit seiner Frau Gisela Moritz (1928–2001), Werner Tübke und Bernhard Heisig als Mitglied der Gruppe „Neue Gruppe Leipzig“ im Museum der bildenden Künste in Leipzig aus.

1959 siedelte er mit seiner Frau in die Bundesrepublik über und arbeitete bis 1962 als Lithograf und Grafiker für die Druck- und Pharmaindustrie. Im Jahr 1963 zog Moritz nach Köln und wirkte in einem eigenen Atelier wieder als freischaffender Maler und Grafiker. In den Jahren 1964 bis 1967 konzentrierte Moritz sein künstlerisches Schaffen auf die abstrakte Malerei. 1967 gründete er die Klettenberg-Presse und richtete sich eine Lithografiewerkstatt in Köln ein. In seiner figurativen Periode von 1967 bis 1971 schuf er seine Lithografieserie mit den Werken „Pope“ und „Militaria“. 1970 schuf er die Lithografieserie „London-Mix“ und 1971, nach einer Reise nach England und Irland, den Lithografiezyklus „Paul Greene“. Für seine „Paul Greene“-Lithografien wurde Moritz auf der 1. Wiener Graphikbiennale mit dem Jurypreis geehrt. Von 1973 bis 1983 gestaltete Moritz sechs Grafikeditionen für die Zeitschrift Schöner wohnen.

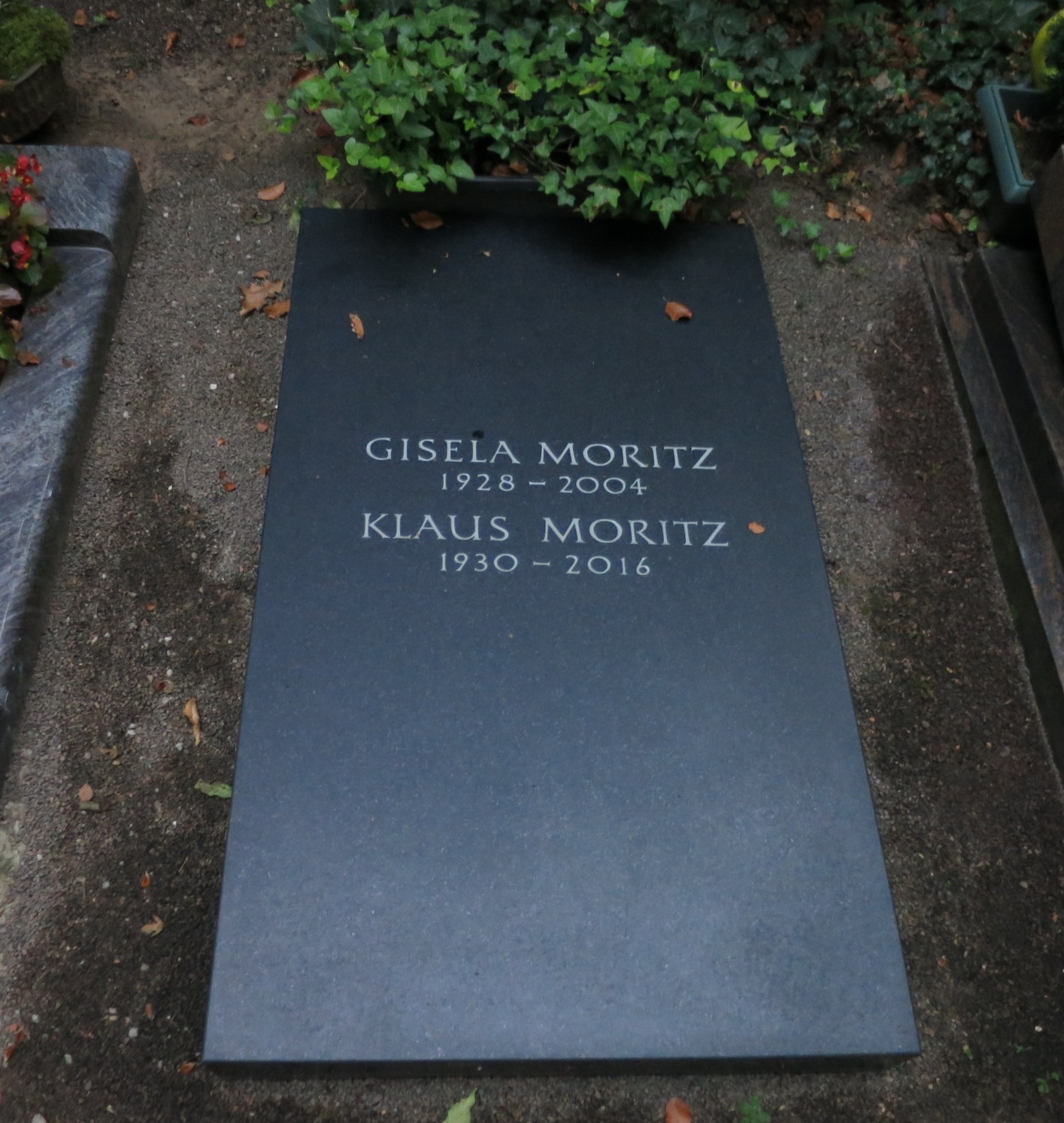
Grab auf dem Kölner Südfriedhof

1974 richtete Moritz eine Radierwerkstatt ein und gestaltete seine ersten Farbradierungen. 1975 malte er sein erstes Leuchtturmbild. 1977 stellte Moritz erstmals in Tokio aus. Eine längere Studienreise nach Südfrankreich unternahm Moritz 1983 und konzentrierte sich wieder auf die Landschaftsmalerei. 1984 unternahm er eine weitere Studienreise nach New York und schuf im Anschluss mehrere Ölgemälde von New York. Darüber hinaus produzierte er im Eigenverlag drei New York-Poster. 1986 gestaltete Moritz fünf Lithografien im Auftrag der BfG Bank. Zusammen mit Gisela Moritz unternahm Moritz von 1984 bis 1993 jährliche Studienreisen u. a. nach Ibiza, Fehmarn und in die Provence und malte Landschaftsbilder.
Bis 1993 stellte Moritz in 150 Gruppen- und Einzelausstellungen in Deutschland, Europa und Übersee aus. Im Oktober 2010 schenkte Moritz sein grafisches Werk dem Städtischen Museum Aschersleben.
Klaus Moritz wurde im Grab seiner Frau auf dem Kölner Südfriedhof (Flur 36) beigesetzt.